# الحمامة (كوكبة)
الحمامة (بالإنجليزية: Noah's Dove)‏؛ وتدعى باللاتينية: Columba.

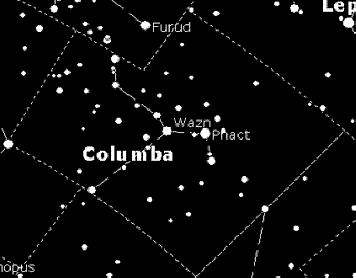
الصورة تمثل المجموعة النجمية: برج الحمامة.

وهو من أبراج النصف الجنوبي للكرة الأرضية. وأفضل الأوقات لرؤيتها هو شهر شباط.
من المجرات التي يمكن مشاهدتها في برج الحمامة: NGC 1808.
ومن التجمعات النجمية: NGC 1851.
وأما نجوم برج الحمامة: ألفا الحمامة (النجم فاخثة)، وبيتا الحمامة (النجم وزن).